# Steve Christoff
Steven Mark Christoff (Richfield, Minnesota, USA, 1958. január 23. –) profi jégkorongozó.

## Karrier
Komolyabb karrierjét a University of Minnesota-n kezdte 1976–1977-ben. Az egyetemi csapatban 1979-ig játszott. Utolsó idényében 43 mérkőzésen 77 pontot szerzett. Az egyetem után az amerikai válogatottban játszott és szerepelt egy világbajnokságon és az 1980-as téli olimpián, ahol aranyérmes lett. Az 1978-as NHL-amatőr drafton a Minnesota North Stars választotta ki a második kör 24. helyén. A North Starsban 1979–1982 között játszott közben három mérkőzésre leküldték a CHL-es Oklahoma City Starsba. 1981-ben részese volt az elvesztett Stanley-kupa döntőnek a North Starsszal. Az akkor dinasztiát építő és első számú favorit New York Islanderstől kaptak ki 4–1-es összesítéssel. Az 1982–1983-as szezonban már a Calgary Flamesben játszott. A következő idényben pedig a Los Angeles Kings csapatát erősítette. A szezon végén visszavonult.

## Díjai
- Richfield High School MVP: 1975, 1976
- U.S. High School All-America Csapat: 1976
- Minnesota High School All-State Első Csapat: 1976
- Minnesota Mariucci.díj: 1978
- WCHA Második All-Star Csapat: 1978
- NCAA-bajnok: 1979
- NCAA Bajnoki All-Tournament Csapat: 1979
- Olimpiai aranyérem: 1980
- Sports Illustrated Sportsman of Year: 1980 (az 1980-as olimpiai bajnok csapat tagjaként)
- U.S. Olympic Hall of Fame: 1983 (az 1980-as olimpiai bajnok csapat tagjaként)
- United States Hockey Hall of Fame: 2003 (az 1980-as olimpiai bajnok csapat tagjaként)